# Centro Internacional de Física Teórica
El Centro Internacional Abdus Salam de Física Teórica o CIFT (en inglés: Abdus Salam International Centre for Theoretical Physics, ICTP) es un instituto de investigaciones científicas auspiciado por la Organización de las Naciones Unidas para la Educación, la Ciencia y la Cultura (Unesco), el Organismo Internacional de Energía Atómica (IAEA) y el gobierno italiano. Sus instalaciones se ubican muy cerca de la ciudad de Trieste, Italia; a un costado del Castillo de Miramar.
El Centro pretende formar científicos de alto nivel en los países en desarrollo y, con ello, disuadir la fuga de cerebros en dichas regiones. Inicialmente, sus investigaciones se enfocaban hacia la física de alta energía, pero con el paso del tiempo ha incorporado otras disciplinas, como materia condensada, matemáticas, física de sistemas terrestres, física aplicada, ciencias de la vida, energías renovables y computación de alto rendimiento.
La institución fue fundada en 1964 por el físico pakistaní Abdus Salam, quien ocupó el cargo de director hasta 1994 y fue reconocido junto a Steven Weinberg y Sheldon Lee Glashow con el Premio Nobel de Física en 1979. Desde noviembre de 2019, el director del Centro es el físico indio Atish Dabholkar.

## Premios y distinciones
Con el fin de promover investigaciones de alto nivel en sus campos de interés, el Centro concede cinco reconocimientos oficiales:
- La Medalla Dirac, el cual reconoce a científicos que hayan contribuido significativamente al campo de la Física Teórica y no hayan sido reconocidos previamente con el Premio Nobel, la Medalla Fields o el Premio Wolf. El reconocimiento fue creado en 1985 en honor a Paul Dirac y consiste en un diploma, una medalla y cinco mil dólares estadounidenses en efectivo.[12]
- El Premio Walter Kohn, el cual reconoce a científicos menores de 45 años provenientes de países en vías de desarrollo que hayan realizado contribuciones importantes al estudio de los materiales cuanto-mecánicos o la modelación matemática. El reconocimiento, patrocinado por la Fundación Quantum Espresso, se otorgará cada dos años a partir de 2017 y consta de un diploma y dos mil euros en efectivo.[13]
- El Premio Gallieno Denardo, el cual reconoce a científicos menores de 40 años provenientes de países en vías de desarrollo que hayan realizado contribuciones importantes al campo de la Óptica o la Fotónica. El reconocimiento, patrocinado por la Comisión Internacional de Óptica (ICO), fue creado el año 2000 y consta de un diploma y mil dólares estadounidenses en efectivo.[14]
- El Premio Centro Internacional de Física Teórica, el cual reconoce a científicos menores de 40 años provenientes de países en vías de desarrollo que hayan realizado contribuciones importantes al campo de la Física. El reconocimiento fue instituido en 1982 e incluye una escultura, un diploma y tres mil euros en efectivo.[15]
- El Premio Ramanujan, el cual reconoce a matemáticos menores de 45 años que provengan de países en vías de desarrollo y que hayan realizado contribuciones importantes al campo de las matemáticas. El galardón fue creado en 2005 e incluye un premio en efectivo de quince mil dólares estadounidenses.[16]